# Oneida (Kansas)
Oneida – miasto w Stanach Zjednoczonych, w stanie Kansas, w hrabstwie Nemaha.